# デイブレイクゲーム
デイブレイクゲーム(Daybreak Game Company, LLC)はEnad Global 7傘下のオンラインゲーム事業者。2015年までの旧社名はソニーオンラインエンタテインメント（Sony Online Entertainment, LLC、SOE）で、ソニーの子会社であった。

## 歴史
1995年、それまでゲーム事業を手掛けていたSony Imagesoftの一部門と、ソニー・コンピュータエンタテインメント・アメリカ (SCEA) のプロダクト部門とが合併し、Sony Interactive Studios America (SISA)として発足。
1998年、オンライン事業に注力する為、Sony Online Entertainment, Inc.として改変され、ソニー・ピクチャーズ エンタテインメント傘下部門という位置づけとなった。この際、コンソール部門が切り離され、"989 Studios"となる。989 Studiosの一部門がVerant Interactiveとして更に分社化さる。このVerant社の共同設立者ジョン・スメドレー(John Smedley)は、1996年より後にエバークエストとなるプロジェクトを開始していた。Verant Interactiveは2000年にSOEに吸収された。
1999年5月16日、エバークエストが正式発売。当初それ程期待されたプロジェクトではなかったが、2001年中頃まで成長を続ける大ヒット作となった。2003年に発売されたStar Wars Galaxies(SWG)の開発を担当（発売元はルーカスアーツ）。これもヒット作となる。
2004年9月、エバークエスト2をラウンチ。
2006年、Sony Online Entertainment, LLCとなる。LLCとは「有限責任会社」の意。
2008年3月末日をもってSCEAの完全子会社となり、ソニー・ピクチャーズ・デジタル（ソニー・ピクチャーズ エンタテインメント）の傘下からは離れる。2010年に本社をアメリカ合衆国カリフォルニア州サンディエゴに置いた。
2011年5月3日（日本時間）、同年4月16日から17日にかけてSOEのシステムが不正侵入され、約2,460万件の個人情報が流出したことを公表した。SOEは若年層を対象顧客とし、また大資本である事からしばしばこれらハッカーの攻撃対象となった。これらハッカーに対する強硬な発言で知られ、名物社長となっていたジョン・スメドレーに対し、2014年にアノニマスの分派リザードスクワッドがスメドレーが搭乗した飛行機に爆発物を仕掛けたという声明を出し、空港が一時封鎖するという騒ぎを引き起こしている。
2015年2月2日、投資グループColumbus Novaが買収し、Daybreak Game Company, LLCへと改名することを正式に発表した。ジョン・スメドレーが引き続き同社社長として就任し、自身のツイートで(ソニー/プレイステーション陣営を離れることで)「Xbox Oneでのゲーム開発を楽しみにしている」と冗談を飛ばしていたが、7月に社長降格となり8月には退社した。その後Russell Shanksが社長となる。
2016年5月、2010年頃よりエバークエストの次回作として開発が進められ、期待されていたEverQuest Next(EQNext)のプロジェクト開発が中断放棄されると発表された。2016年10月Shanksが退社。2016年12月、それまでTurbine社が手掛けていたMMO、ダンジョンズ&ドラゴンズ オンラインおよびロード・オブ・ザ・リングス オンラインの2作品のパブリッシングを担当すると発表。
2020年1月、以下3つのスタジオを新設し、運営・開発部門をIP毎に分社化した事を発表した。
- Dimensional Ink Games - DC Universe
- Darkpaw Games - Everquest
- Rogue Planet Games - Planetside2, 3

2020年12月、スウェーデンのゲーム会社Enad Global 7に3億ドルで買収されたと発表。2021年12月、Magic: The Gathering Online(トレーディングカードゲーム、マジック:ザ・ギャザリングのデジタル・オンライン版、2002年より運営)の開発を翌2022年より引き継ぐと発表。

## ゲーム
- アントールドレジェンド ダークキングダム
- エバークエスト
- エバークエスト2
- プラネットサイド
- Planetside2
- PAYDAY: The Heist
- スターウォーズ ギャラクシーズ
- インファントリー
- Cosmic Rift
- Tanarus
- H1Z1